# Dicalidons
Els dicalidons (en llatí dicaledonae) eren un poble celta de Britànnia esmentat per Ammià Marcel·lí com una de les divisions dels pictes (l'altra era la dels vecturions). El seu nom deriva de Caledònia que era la regió més al nord de Britànnia.